# 澳大利亚的兔子
兔子在澳大利亚是一种有害的哺乳类和入侵物种，对当地农作物造成了數百万美元的经济损失。澳大利亚的兔子主要是穴兔（学名：Oryctolagus cuniculus）、家兔（穴兔的驯化品种）及其杂交后代。
澳大利亚原本没有兔子的踪迹，这些兔子最早是在18世纪由首批船队带到澳大利亚的。之后它们通过不断地繁殖，数量越来越多，最终在当地成为广泛分布的物种。人们在20世纪采取了多种方法防治兔子的数量。传统方法包括射杀兔子和破坏其家园，但收效不大。1907年，为圈住兔子的活动范围，人们在澳大利亚西部建起了防兔墙，但并不成功。20世纪50年代时，人们将黏液瘤病毒引入当地兔群，成功造成了兔群数量的骤减。

## 历史
1788年，兔子随首批船队被带到澳大利亚。移民们将它们带到此处的目的是想作食用之用。在开头的10年中，它们的数量并没有惊人地增加。这一结论可以从对先民居住地遗址的食物残留物判断而得。到了1827年，塔斯马尼亚州的一篇报纸文章提到“……殖民地的兔子变得如此之多，他们成百上千地在大型场地上蹦来蹦去。我们得知道，这地方（即新南威尔士州）此前可全无兔子们的踪迹”。这显然表明当地在19世纪早期已经出现兔群数量爆炸。与此同时，在新南威尔士州的昆寧漢（Cunningham）也称“兔子们在房屋四周繁殖，但是我们还没有（建立）任何限制野兔生活范围的围场……”他还提到悉尼和植物学湾之间树丛繁茂的沙质土壤将为养兔提供理想的条件。相比于笼子，要建立围场的养兔场，得提供更大的空间。悉尼的第一座养兔围场是由亚历山大·麦克莱（Alexander Macleay）建立的，地点位于伊丽莎白湾大屋（Elizabeth Bay House）。据描述这是“一个由坚固石墙围绕的保护区，或称兔场，可使它们能进行充分的优胜劣汰游戏。”19世纪40年代，养兔活动变得越来越平凡。比如当时的法庭记录上出现了窃兔贼的案例，而且寻常百姓家的食谱上也出现了兔餐。
1857–1858年间，时任南澳州安乐拜牧场（Anlaby Station）监管人的亚历山大·布坎南（Alexander Buchanan）为进行狩猎而放养了大量兔子。该地兔群数量一直到1866年时仍保持相对稳定（天敌的捕食和国会法案的保护对其种群数量的平衡都起到了一定作用），但从1867年就开始失控了。人们将兔群的總數爆炸现象归因于本地掠食动物的消失。但这一现象也可以用兔群在自然选择的压力下，进化出更强生育力的说法来解释。

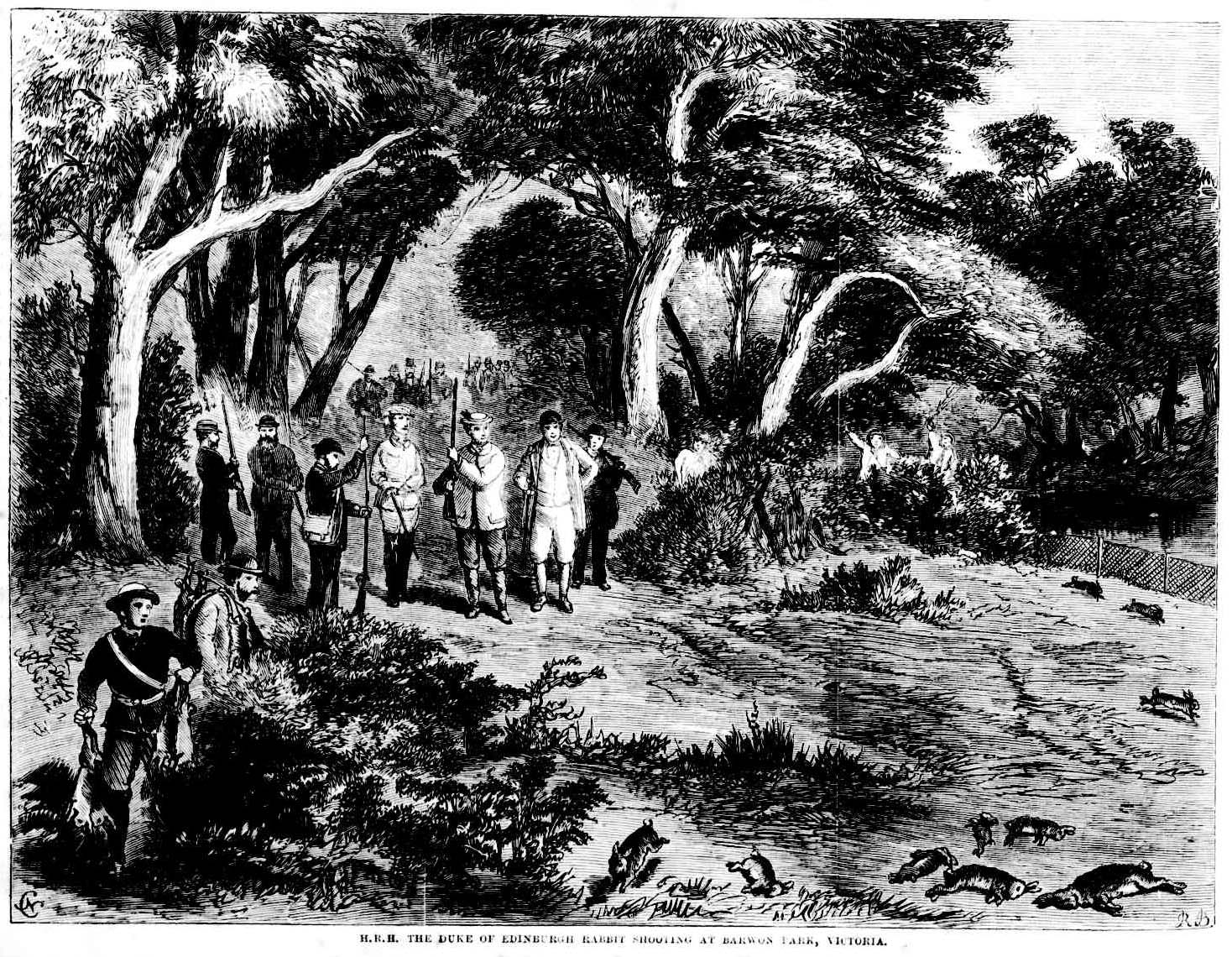
19世纪60年代，爱丁堡公爵(The Duke of Edinburgh)在巴望公园猎兔。

1859年10月，托马斯·奥斯丁（Thomas Austin）在澳洲东南部维多利亚州温彻西（Winchelsea）镇附近的私人属地巴望公园（Barwon Park）为狩猎之用释放了24只野兔。人们认为兔群数量最终成灾主要是起源于这24只野兔的放养。早在英格兰生活期间，奥斯丁就是一个很有干劲的猎人，经常抽出周末的闲暇时光去猎兔。来到澳大利亚后，因发现当地没有野生的兔群，他请求他的侄子威廉·奥斯丁（William Austin）从英格兰带来12只灰兔（穴兔属）、5只野兔（兔属）、72只山鹑（Partridge）以及一些麻雀。他把这些猎物放养在当地，并计划培育到一定的数量规模，以方便自己进行打猎活动。威廉没有找到足够多的灰兔子，于是买了一些家兔凑够数。为解释巴望公园的兔子为何如此适合澳大利亚的环境，有人提出一个理论，认为不同的兔子属通过杂交过程，产生了对澳大利亚的环境适应能力更强的后代。后来又有许多其它农场效仿奥斯丁的做法，将兔子放养到野外。

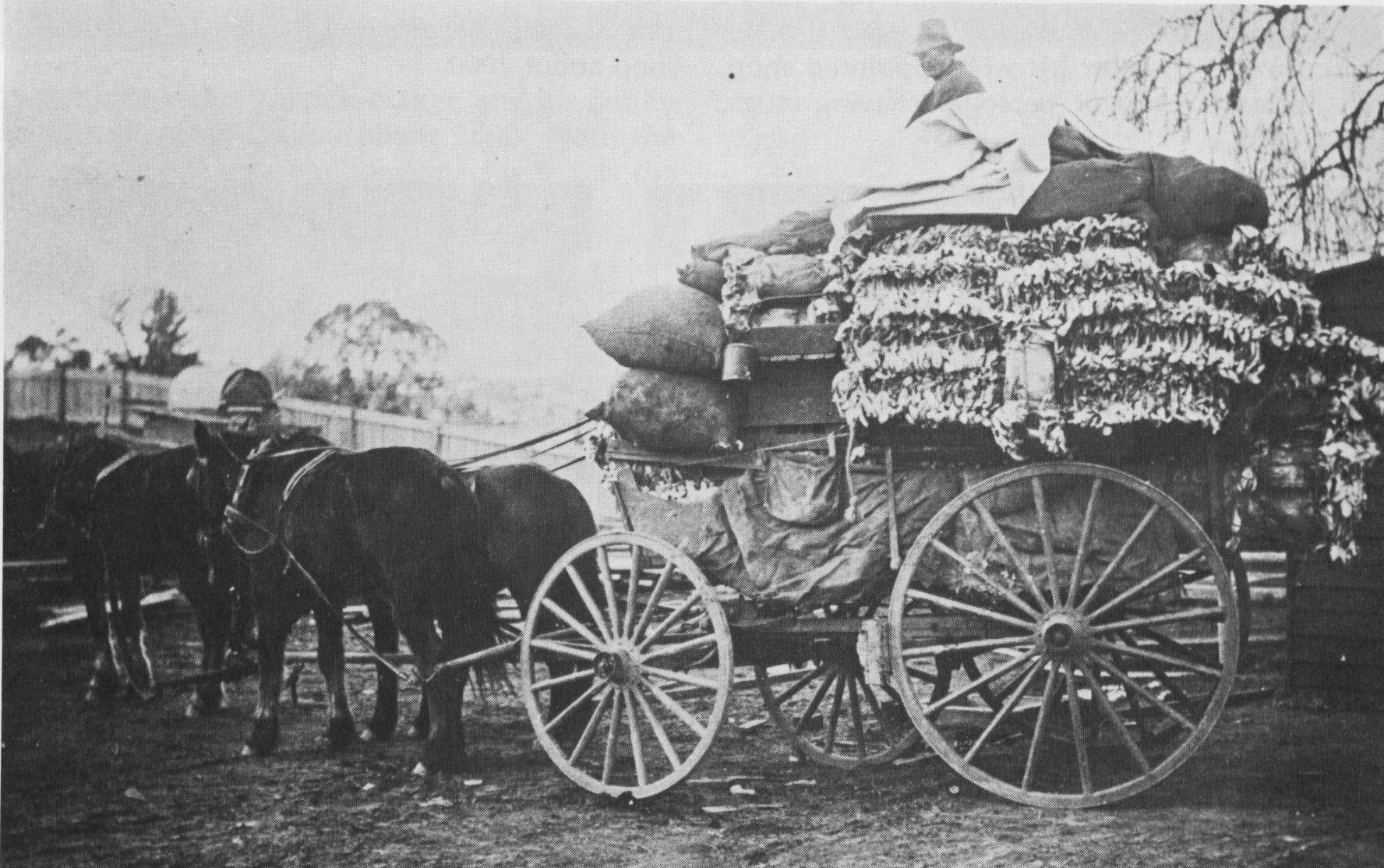
一大堆兔皮，摄于新南威尔士州的Northern Tablelands。

他当时称“引入少量的兔子仅会产生很小的破坏，但却能带来家乡的亲切感，也能带来打猎的好去处。”
这些兔子繁殖力极强，很快就遍布了整个国家的南部地区。澳大利亚为兔子数量暴涨提供了得天独厚的环境。当地温和的冬季使兔子能够四季不停地繁殖。畜牧业的广泛发展使得当地的许多灌木丛和林木丛都逐渐变成了低矮植物遍布的大草原，进而也成为兔子的理想栖居地。
作为一个典型的意外后果，兔群仅用10年的时间就达到了惊人的规模。人们每年捕猎2百万只兔子竟然也没能使其数量明显得到控制。这是世界历史上哺乳类动物的繁殖速度之最。时至今日，兔子仍根深蒂固地盘踞在该国的南方和中部地区，连北方沙漠也有零散分布。
尽管兔子在当地是一种名声不好的害兽。但遍地都是的兔子也保证许多当地人在19世纪90年代和20世纪30年代的2次经济大萧条时期以及战争年代吃饱了饭。通过捕兔，农民和牧人获得了食物和额外的收入，甚至帮一些人还上了农债。人们拿兔子喂狗吃，或是把它们煮熟了喂家禽吃。之后，人们开始交易冰冻兔肉，甚至将其出口外国。兔毛也被用作毛皮贸易，并支撑起当地的兔皮帽业（如知名的阿库布拉公司）。

## 对澳大利亚生态的影响

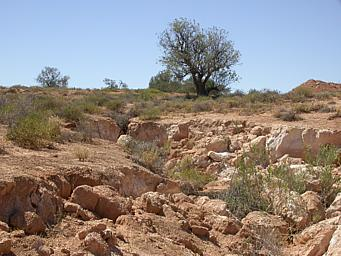
南澳的一处受到侵蚀的溪谷，这是兔子们造成的。

自从19世纪从欧洲引入兔群后，兔子就给澳大利亚的生态环境带来了非常糟糕的影响。人们怀疑它们是澳大利亚物种数量下降的最主要因素。此外，虽然人们尚未充分认定当地植物数量的减少是否也该由兔子们负主要责任，但人们知道这些兔子在果园、森林和私人院子中经常啃食树皮的行为确实会造成幼树的死亡。
兔子也是当地水土流失问题的主要元凶。它们啃完植被后，暴露的表土已受大风侵蚀。表土被风卷走会使土地遭受极大的破坏，且需要数百年的时间才能恢复生机。